# 5768 Піттіч
5768 Піттіч (5768 Pittich) — астероїд головного поясу, відкритий 4 жовтня 1986 року.
Тіссеранів параметр щодо Юпітера — 3,511.